# Гнаткевич, Юрий Васильевич
Юрий Васильевич Гнаткевич (укр. Юрій Васильович Гнаткевич; 4 апреля 1940, Добривода, Ровенская область — 26 мая 2025, Киев) — украинский политический и общественный деятель, учёный. Бывший народный депутат Украины. Член партии Всеукраинское объединение «Батькивщина».

## Образование
В 1963 году окончил Киевский педагогический институт иностранных языков по специальности преподаватель немецкого языка. Кандидатская диссертация «Методическая типология пассивной лексики (на материале немецкого языка)» (Киевский педагогический институт иностранных языков, 1971). Кандидат педагогических наук, доцент.

## Трудовая деятельность
1956 — поступил в Киевский институт иностранных языков. Отчислен.
19 мая 1958 года — условно осужден «за антисоветскую агитацию» (реабилитирован в 1994 году).
В течение пяти лет работал на Корчеватском кирпичном заводе. Закончив заочно институт, работал преподавателем немецкого языка в Киевском инженерно-строительном институте, Киевском военном училище связи.
1972—1990 — заведующий кафедрой немецкого языка Киевского политехнического института.

## Политическая деятельность
Народный депутат Украины I созыва от Индустриального избирательного округу № 8 города Киев с мая 1990 до мая 1994. Заместитель председателя Комиссии по вопросам народного образования и науки, член «Народной Рады».
Заместитель председателя Украинской партии «Единство» (октябрь — декабрь 1999), в. о. председателя (до 18 февраля 2001), член Центрального совета УНП «Собор» (декабрь 1999 — ноябрь 2005), член Президиума Центрального совета УНП «Собор» (с октября 2001 года), председатель Киевской городской организации УРП «Собор» (с ноября 2002), член Центрального провода УРП «Собор».
1994 — кандидат в народные депутаты Украины от Индустриального избирательного округа № 7 города Киев, выдвинутый избирателями. Первый тур — 2,2 %, 11 место из 27 претендентов.
Март 2002 года — кандидат в народные депутаты Украины то избирательного округу № 223 города Киеве, самовыдвижение. «За» — 2,21 %, 9-е место из 21 претендента. На время выборов — председатель Киевского краевого объединения Всеукраинского общества «Просвита», член УНП «Собор».
Народный депутат Украины V созыва с 17 октября 2006 до 12 июня 2007 от «Блока Юлии Тимошенко», № 135 в списке. На время выборов: пенсионер, беспартийный. Председатель подкомитета по вопросам этнополитики и предупреждения национальных конфликтов Комитета по вопросам прав человека, национальных меньшинств и межнациональных отношений. 12 июня 2007 досрочно прекратил свои полномочия во время массового сложения мандатов депутатами-оппозиционерами с целью проведения внеочередных выборов в Верховную Раду.
Народный депутат Украины 6-го созыва с 23 ноября 2007 до 12 декабря 2012 от «Блока Юлии Тимошенко», № 110 в списке. На время выборов: пенсионер, член партии Всеукраинское объединение «Батькивщина». Председатель подкомитета по вопросам жертв политических репрессий, этнополитики, предупреждения национальных конфликтов, беженцев, миграции и по связям с украинским, проживающих за рубежом Комитета по вопросам прав человека, национальных меньшинств и межнациональных отношений.
Автор законопроекта, по которому все украинские СМИ были бы обязаны выходить на украинском языке.

## Общественная и научная деятельность
Вице-президент Ассоциации народных депутатов Украины предыдущих созывов (1996—1998). Исполнительный директор Проекта связей законодательной власти с общественностью Программы содействия парламента Украины (ноябрь 1994 — февраль 2000).
Председатель Киевской краевой организации, Всеукраинского общества «Просвита» (1990—1993, 1996—2001, февраль 2001 — декабрь 2002). Член Центрального правления ВУТ «Просвита».
Председатель Киевского благотворительного фонда имени Олексы Гирныка «Украинским детям — украинское слово».
Автор более 60 научных публикаций, в частности, монографии «Навчання лексичного аспекту чужоземної мови у вищих навчальних закладах» (1999).
Книги:
- «Чи злетить птах у синє небо (нариси про русифікованих і русифікаторів)».
- «За святу українську справу».
- «Анти-Табачник: чом птах у синє небо не злетів?..» (Киев, 2009, "Издательский центр «Просвита»).

## Семья
Украинец. Женат. Имел сына.
Юрий Васильевич Гнаткевич скончался 26 мая 2025 года.

## Награды
Орден «За заслуги» III степени (август 1997).